# Chthonius azerbaidzhanus
Chthonius azerbaidzhanus es una especie de arácnido  del orden Pseudoscorpionida de la familia Chthoniidae.

## Distribución geográfica
Se encuentra en Azerbaiyán.